# Basz Aczigh
Basz Aczigh – wieś w Iranie, w ostanie Azerbejdżan Zachodni, w szahrestanie Mijandoab. W 2006 roku liczyła 91 mieszkańców.